# Winterberg
Winterberg là một thị xã thuộc huyện Hochsauerland, bang Nordrhein-Westfalen, nước Đức. Đô thị Winterberg có diện tích km².
Winterberg nằm giữa Sauerland, tại nguồn sông Ruhr và sông Lenne.
Các đô thị giáp ranh:
- Hallenberg
- Medebach
- Olsberg
- Schmallenberg

Các khu vực dân cư
Winterberg bao gồm 14 khu dân cư:
| - Altastenberg - Altenfeld - Elkeringhausen - Grönebach - Hildfeld | - Hoheleye - Langewiese - Lenneplätze - Mollseifen - Neuastenberg | - Niedersfeld - Siedlinghausen - Silbach - Winterberg - Züschen |